# جيفري بيترسون
جيفري بيترسون (بالإنجليزية: Jeffrey Peterson)‏ هو تاجر أسهم وشخصية أعمال وعالم حاسوب أمريكي، ولد في 11 أكتوبر 1972 في سانتا باربارا في الولايات المتحدة.

## وصلات خارجية
- جيفري بيترسون على موقع IMDb (الإنجليزية)